# Great Tosson
Great Tosson – przysiółek w Anglii, w Northumberland, w dystrykcie (unitary authority) Northumberland. Leży 21,3 km na zachód od miasta Alnwick, 42,3 km od miasta Newcastle upon Tyne i 438,9 km na północny wschód od Londynu. W latach 1870–1872 miejscowość liczyła 113 mieszkańców.